# Curaco de Vélez
Curaco de Vélez è un comune del Cile della provincia di Chiloé nella Regione di Los Lagos. Al censimento del 2002 possedeva una popolazione di 3.403 abitanti.
Il comune è localizzato sulla parte occidentale dell'isola di Quinchao.

## Società

### Evoluzione demografica
| Censimento del 1992 | Censimento del 2002 | Censimento del 2017 |
| 3.021 ab.           | 3.403 ab.           | 3.829 ab.           |